# Jánossomorja
Jánossomorja (deutsch St. Johann auf dem Heideboden, kroatisch  Šomierja) ist eine Stadt in Ungarn im Komitat Győr-Moson-Sopron nahe der Grenze zu Österreich (Grenzübergang Andau ca. 5 km entfernt), sowie zur Stadt Mosonmagyaróvár (ca. 13 km). Sie hat knapp 6.000 Einwohner (Stand 2011) und besteht aus den drei Ortsteilen Mosonszentjános (St. Johann), Mosonszentpéter (St. Peter) und Pusztasomorja (Wüst-Sommerein), die 1970 zur Stadt Jánossomorja vereinigt wurden. Die beiden ersteren Ortsteile waren bis 1945 überwiegend deutsch besiedelt während Pusztasomorja eine ungarische Sprachinsel bildete.
2009 feierte Jánossomorja sein 800-jähriges Bestehen.

## Persönlichkeiten
- Leonhard Eder (* 1933), deutscher Bildhauer
- Friedrich Oswald (1938–2025), österreichischer Schulpädagoge
- Péter Szőke (1947–2022), Tennisspieler

## Städtepartnerschaft
- Veľké Úľany, Slowakei

## Verkehr
Die Stadt ist angebunden an die Bahnstrecke von Porpác nach Bratislava über Csorna und Hegyeshalom.

## Weblinks

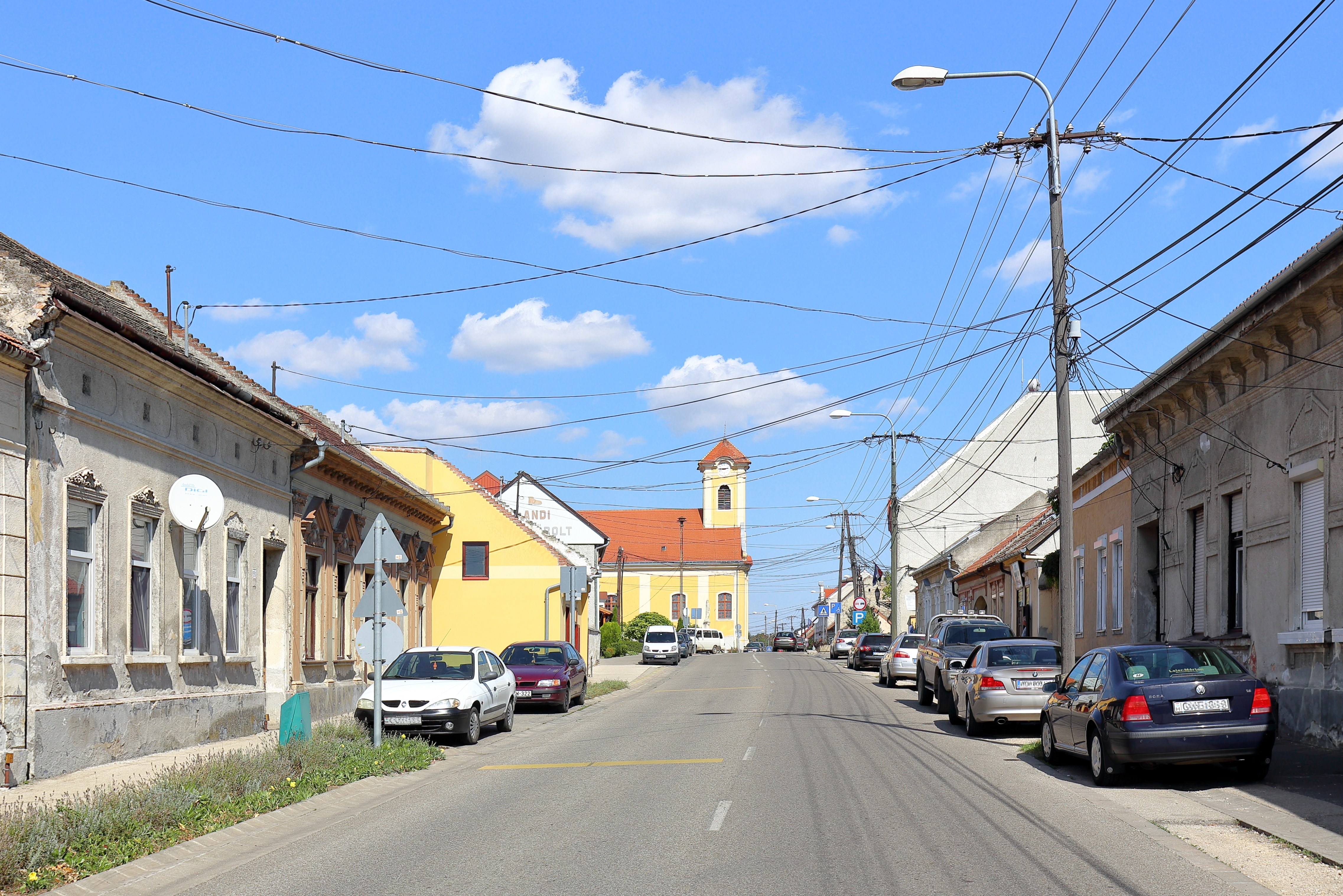
Blick von der Szabadság Utca Richtung Ost. In der Bildmitte die 1769 errichtete katholische Kirche St. Johannes